# Duncan McNaughton
Duncan Anderson McNaughton (Cornwall, 7 dicembre 1910 – Austin, 15 gennaio 1998) è stato un altista canadese.

## Palmarès
| Anno | Manifestazione | Sede        | Evento        | Risultato | Misura | Note |
| ---- | -------------- | ----------- | ------------- | --------- | ------ | ---- |
| 1932 | Olimpiadi      | Los Angeles | Salto in alto | Oro       | 1,97 m |      |